# Montesquieu-Guittaut
Montesquieu-Guittaut là một xã thuộc tỉnh Haute-Garonne trong vùng Occitanie tây nam nước Pháp. Xã này nằm ở khu vực có độ cao trung bình 309 mét trên mực nước biển.